# Pancerniki typu Kaiser (1911)
Pancerniki typu Kaiser – trzecia seria drednotów niemieckiej Kaiserliche Marine, zwodowanych w latach 1911–1912. Typ składał się z pancerników SMS "Kaiser", "Prinzregent Luitpold", „Friedrich der Große”, "Kaiserin" i "König Albert".
Były pierwszymi niemieckimi drednotami z turbinami. Podczas prób SMS "Kaiser" osiągnął prędkość 23,4 węzła i moc ponad 55 000 KM. Podczas normalnych działań okręty mogły osiągnąć 21 węzłów przy mocy 31 000 KM. Jeden okręt typu, SMS "Prinzregent Luitpold", miał mieć też zainstalowany silnik Diesla napędzający środkową z trzech śrub, planu tego jednak nie wykonano i w konsekwencji okręt, napędzany tylko dwoma śrubami, był nieco wolniejszy od bliźniaczych jednostek. Nowe rozmieszczenie wież artylerii głównej pozwalało na oddanie salwy burtowej ze wszystkich dział (wcześniejsze niemieckie drednoty typu Nassau i Helgoland nie miały takiej możliwości).
W 1915 roku z okrętów zdjęto dwa działa 88 mm, potem usunięto pozostałe, zastępując je 4 działami przeciwlotniczymi tego samego kalibru.
Wszystkie okręty typu wzięły udział w I wojnie światowej, cztery uczestniczyły w bitwie jutlandzkiej (oprócz SMS "König Albert"). Po wojnie zostały samozatopione w Scapa Flow, wraki wydobyto i złomowano w latach 30. XX wieku.